# فترة الربيع والخريف
فترة الربيع والخريف (الصينية: الأحرف المبسطة 春秋时代, الحرف الصيني التقليدي 春秋時代, بي تشيو تشون شيداي Chūn–Qiū Shídài) هي فترة في التاريخ الصيني يُعتقد أنها تمتد بين عامي 771 و476 قبل الميلاد (أو تعتقد بعض الجهات أنها تمتد حتى عام 403 قبل الميلاد) في السهل الرسوبي للنهر الأصفر وشبه جزيرة شاندونغ ووديان أنهار هواي وهان. تتطابق هذه الفترة تقريبًا مع النصف الأول من حكم أسرة زو الشرقية. واشتق اسمها من حوليات الربيع والخريف وتاريخ دولة لو التي تمتد بين عامي 722 و 479 قبل الميلاد، والتي ارتبطت تقاليدها ارتباط قوي بتقاليد كونفوشيوس. ويمكن أيضًا تقسيم تلك الفترة إلى ثلاث فترات فرعية:
- عصر الحضارات الإقليمية (الأولى): 771 قبل الميلاد–643 قبل الميلاد، حتى وفاة هوان دوق تشى
- عصر الانتهاكات (المتوسطة): 643 قبل الميلاد –546 قبل الميلاد، حتى مؤتمر السلام بين جين Jin و تشو Chu
- عصر الإصلاحات (الأخيرة): 546 قبل الميلاد –403 قبل الميلاد، حتى تقسيم جين

ففي خلال فترة الربيع والخريف، أصبح النظام الإقطاعي الصيني لـ فينيانغ (fēngjiàn) غير متصل بالموضوع إلى حد كبير. وقد استحوذ ملوك أسرة زو على السلطة الاسمية، وكانت السيطرة الحقيقية تضم أرض ملكية صغيرة تتمركز في عاصمتهم لوي (Luoyi) القريبة من المنطقة المسماة حاليًا لويانغ. وفي أوائل فترة حكم أسرة زو، سيطر أقارب الأسرة المالكة وجنرالات الجيش على الإقطاعيات في محاولة للاحتفاظ بسيطرة أسرة زو على مناطق شاسعة، وانقسمت العديد من تلك المناطق إلى ولايات أصغر عندما ضعفت المملكة.
إضافة إلى ذلك، كان الأمراء الإقطاعيون البارزون (المعروفون فيما بعد بالإقطاعيين الإثني عشر) يتقابلون مع بعضهم في المؤتمرات الدورية التي تقرر المسائل الهامة، مثل قرارات شن حملات العسكرية ضد الجماعات الأجنبية أو النبلاء المخالفين. وفي بعض الأحيان خلال هذه المؤتمرات، كان يجري الإعلان عن القائد الإقطاعي المسيطر (伯, bó; فيما بعد , 霸, bà) والذي يتولى قيادة جميع جيوش ولايات زو.
ومع تكشف حقيقة هذا العهد، أضيفت ولايات أكثر قوة أو ادعت السيطرة على الولايات الأصغر. فبحلول القرن السادس قبل الميلاد، تلاشت معظم الولايات الصغرى ودانت السيطرة فقط لعدد قليل من الولايات الكبيرة والقوية على الصين. وأعلنت بعض الولايات الجنوبية، مثل تشو ووو، استقلالها عن زو؛ لذا نشبت حروب لمقاومة بعض هذه الدول مثل (وو ويوي).
وفي أوج تلك الصراعات على السلطة بين الولايات، انتشر الصراع الداخلي أيضًا: حيث شنت ست عائلات من ملاك الأراضي حروبًا على بعضها في ولاية جين، بينما كانت أسرة تشين تحاول القضاء على الأعداء السياسيين في تشى وفي كثير من الأحيان كانت شرعية الحكام محل طعن في الحروب الأهلية من قبل العديد من أفراد العائلة الملكية في ولايتي تشين وتشو. وبمجرد توطيد هؤلاء الحكام الأقوياء أنفسهم بصورة راسخة داخل ولاياتهم، تم التركيز بشكل كامل على عمليات إراقة الدماء في الصراع داخل الولايات في فترة الولايات المتحاربة، التي بدأت عام 403 قبل الميلاد عندما انقسمت العائلات الثلاث الباقية في ولايات جين وزو ووي وهان الولاية على بعضها.

## قائمة المصادر
- Blakeley، Barry B. (1977)، "Functional disparities in the socio-political traditions of Spring and Autumn China: Part I: Lu and Ch'i"، Journal of the Economic and Social History of the Orient، ج. 20، ص. 208–243
- Chinn، Ann-ping (2007)، The Authentic Confucius، Scribner، ISBN:0-7432-4618-7، مؤرشف من الأصل في 2021-08-09
- Hsu، Cho-yun (1990)، "The Spring and Autumn Period"، في Loewe، Michael؛ Shaughnessy، Edward L. (المحررون)، The Cambridge history of ancient China: from the origins of civilization to 221 B.C.، Cambridge University Press، ص. 545–586، مؤرشف من الأصل في 2019-12-20
- Pines، Yuri (2002)، Foundations of Confucian Thought: Intellectual Life in the Chunqiu Period (722-453 B.C.E.)، University of Hawaii Press

## وصلات خارجية
- Rulers of the states of Zhou, linked to their occurrences in classical Chinese texts